# Середньокрасілово
Середньокрасі́лово (рос. Среднекрасилово) — село у складі Зоринського району Алтайського краю, Росія. Входить до складу Гоношихинської сільської ради.

## Населення
Населення — 413 осіб (2010; 480 у 2002).
Національний склад (станом на 2002 рік):
- росіяни — 91 %